# جامع المسائل لابن تيمية
كتاب جامع المسائل لابن تيمية، في تسعة مجلدات، يحتوي على رسائل وفتاوى عديدة لأحمد ابن تيمية (توفي: 728هـ)، من جمع محمد عزير شمس. وهي مما لم يسبق نشره من قبل، وتم طباعتها ضمن مشروع آثار شيخ الإسلام ابن تيمية، وهي رسائل متنوعة في علوم مختلفة، كالتفسير والحديث والفقه والأصول والعقائد، وغير ذلك، تم جمع أصولها المخطوطة من مكتبات العالم، وذلك ليفيد منها المختصون في العلوم الشرعية وعموم الباحثين في المعارف الإسلامية.
الكتاب يحوي رسائل كثيرة، بعضها مختصرة وبعضها فيها طول، وبعضها عبارة عن فصول في الكلام على مسائل معينة، وبعضها فتاوى عن أسئلة واردة للمؤلف، فمنهج هذه الرسائل ليس منهجًا موحدًا.

## موضوعات الكتاب
تضمن الكتاب رسائل عديدة لابن تيمية في تسع مجموعات، ومن أهم الموضوعات في تلك الرسائل
- معنى الحي القيوم
- قاعدة في أعمال الحج
- طلاق السنة وطلاق البدعة
- جمع الطلاق الثلاث
- قاعدة في الاستحسان
- فتوى في الغوث والقطب والأبدال والأوتاد
- مسألة في قصد المشاهد المبنية على القبور
- مسائل من الفتاوى المصرية
- قاعدة في الوسيلة
- القرمانية (جواب عن فتيا في لبس النبي صلى الله عليه وسلم)
- حكاية المناظرة في الواسطية.

## أهمية الكتاب
يعتبر هذا الجامع ذا أهمية؛ إذ أنه يحتوي على رسائل لم تطبع من قبل من مؤلفات ابن تيمية، حيث تم استخراجها وجمعها من مخطوطات في أماكن مختلفة من العالم، كما أنه يتضمن رسائل في علوم متعددة؛ كالعقائد، والتفسير، والحديث، والفقه، وهذا مما يفيد في دراسة آراء المؤلف في بعض القضايا، ومقارنتها بآرائه في رسائله الأخرى المنشورة سابقًا.
كما أن هذا الجامع يعتبر امتدادا لمجموع فتاوى ابن تيمية الذي احتوى على كتب ورسائل وفتاوى لابن تيمية، جمعها الشيخ عبد الرحمن بن قاسم العاصمي قبل أكثر من خمسين عاما وأخرجها في 37 مجلدا، ونالت قبولا  واستحسانا عظيما عند أهل الاختصاص.

## أقوال العلماء عن كتاب جامع المسائل
تعد كتب ورسائل وفتاوى ابن تيمية من الكتب التي لقيت عناية عند المختصين في العلوم الشرعية، لما فيها من البحث الجاد، والتحقيق العلمي الدقيق، وقوة النظر والاحتجاج، حتى قال عنه بكر أبو زيد: «أعظم مجدد للملة الحنيفية بعد القرون المفضلة الزكية».
ويقول ابن عبد الهادي: «وقد علم الخاص والعام أن كلام شيخ الإسلام في سائر أنواع علوم الإسلام فيه من التحرير والتحقيق، وغاية البيان والإيضاح، وتقريب المعاني إلى الأفهام، وحسن التعليم والإرشاد إلى الطريق القويم؛ ما يضيق هذا الموضع من ذكره».

## طبعات الكتاب
طبع جامع المسائل في تسعة مجلدات، حقق معظمها محمد عزير شمس، وهو ضمن مشروع آثار شيخ الإسلام ابن تيمية، وتمت طباعته في دار عالم الفوائد.

## وصلات خارجية
- الجامع لسيرة شيخ الإسلام ابن تيمية خلال سبعة قرون